# Сажин, Александр Вячеславович
Александр Вячеславович Сажин (род. 21 января 1973 года) — российский учёный-хирург, специалист в области абдоминальной хирургии, профессор РАН (2016), член-корреспондент РАН (2016), директор института хирургии РНИМУ им. Н.И. Пирогова (2024).

## Биография
Родился 21 января 1973 года в семье врача-хирурга Вячеслава Петровича Сажина.
В 1995 году — окончил Рязанский государственный медицинский университет имени академика И. П. Павлова.
В 1999 году — защитил кандидатскую диссертацию, тема: «Принципы дифференцированного подхода к выбору лапароскопических вмешательств в лечении осложненной желчнокаменной болезни»(научный руководитель — академик РАМН, профессор В. К. Гостищев).
В 2006 году — защитил докторскую диссертацию, тема: «Эндоскопическая хирургия оперированного живота».
В 2016 году — избран членом-корреспондентом РАН.
Заведующий кафедрой факультетской хирургии лечебного факультета РНИМУ имени Н. И. Пирогова.

## Научная деятельность
Специалист в области абдоминальной хирургии.
Под его руководством разработаны принципы диагностики и лечения неотложных заболеваний органов брюшной полости с применением малоинвазивных технологий.
Автор 315 научных работ.
Под его руководством защищено 8 кандидатских и 1 докторская диссертация.